# Franz Löchinger
Franz Löchinger (* 19. November 1978 in Wiener Neustadt) ist ein österreichischer Schlagzeuger, Kabarettist und Moderator. Er tourt mit seiner Mitmachshow für Kinder Sandra – das sprechende Schlagzeug ganzjährig durch Österreich. Löchinger ist Schlagzeuger und Bandleader bei Virginia Ernst. Beim Musikkabarettisten der Machatschek trommelt er auf einem umgedrehten Kübel, der eigens für Franz Löchinger angefertigt wird und mittlerweile zum Markenzeichen wurde.
Unter dem Pseudonym The Austrian Drumpower tritt Löchinger auch auf Großveranstaltungen als Show Act auf.

## Leben
Löchinger begann als Vierjähriger Schlagzeug zu spielen. Mit sieben Jahren gab der Autodidakt sein Livedebüt.
2003 schloss er das Studium der Publizistik und Kommunikationswissenschaft in Kombination mit Politikwissenschaft an der Universität Wien erfolgreich ab. Der Titel seiner Diplomarbeit lautet: Etablierung einer neuen Marke am Rundfunkmarkt am Beispiel 106,7 Party FM : Lokalisierung von Erfolgsfaktoren eines Privatradiosenders.

## Musikalischer Werdegang
Von 2004 bis 2007 war Löchinger Schlagzeuger der Dark-Metal-Band Vanitas.
Ab 2005 entwickelte Franz Löchinger Drums for Kids, eine interaktive Mitmach-Drumshow für Kinder und Jugendliche. Daraus entstand Sandra – das sprechende Schlagzeug. Franz Löchinger war mit seinen Kinderprogrammen bereits in mehr als 1.000 Kindergärten und Schulen zu Gast und hat dabei über 150.000 Kinder begeistert. Im Bereich Kids-Entertainment arbeitet er regelmäßig mit Robert Steiner zusammen.
Von 2009 bis 2011 spielte er bei der Metal-Band Heathen Foray und erreichte den Titel Best Austrian Newcomer 2009.
Seit 2012 begleitet Löchinger den Musiker und Musikkabarettisten der Machatschek.
Franz Löchinger arbeitet ab 2012 mit den Austropopern Gary Lux, Ulli Bäer, Austrobockerl, Harald Fendrich, Robby Musenbichler zusammen.
Ab 2013 ist er als Schlagzeuger und Bandleader an der Seite von Virginia Ernst.
Seit 2018  ist er im Rahmen des World Womens Day und dem von Virginia Ernst ins Leben gerufenen Projekts #WEARE mit GuGabriel, Gisele Jackson, Simone Kopmajer, Karin Bachner, Die Mayerin, Tini Kainrath, Agnes Palmisano, Meena Cryle, Birgit Denk, Stella Jones, Poxrucker Sisters, Katharina Straßer, King & Potter und Iris Camaa als Schlagzeuger und musikalischer Leiter tätig.

## Sonstiges
2018 moderierte er für den Privatfernsehsender WNTV die 10-teilige Kindersendung WNTV Kids mit Sandra –  dem sprechenden Schlagzeug.
2018 fungierte Löchinger als Partner für die Fakultät der Informatik der Universität Wien beim Forschungsprojekt Sandra – Schlagzeug-Visualisierungssysteme für den Live-Einsatz.

## Mitwirkung bei Veröffentlichungen

### Alben
- Rusty Pacemaker – Blackness and white Light (2010), http://www.discogs.com/Rusty-Pacemaker-Blackness-And-White-Light/release/3016879
- Heathen Foray  – Armored Bards (2010), http://www.discogs.com/Heathen-Foray-Armored-Bards/release/3660893
- Der Machatschek – Ans (2013), ISBN 978-3-503-26949-5.
- Der Machatschek – Freie Liebe (2014), ISBN 978-3-9503269-6-3.
- Rusty Pacemaker – Ruins  (2015), https://www.discogs.com/de/Rusty-Pacemaker-Ruins/release/7298629
- Virginia Ernst – One (2017), https://music.apple.com/at/album/one/1206015908?l=en
- Der Machatschek – Komm gut durchs Jahr mit Machatschek 1 (2017), ISBN 978-3-9503269-8-7.
- Der Machatschek – Komm gut durchs Jahr mit Machatschek 2 (2018), ISBN 978-3-9504590-0-5.
- Der Machatschek – Dunkelschwarze Lieder (2019), ISBN 978-3-9504590-1-2.

### Bücher mit CD
- Der Machatschek – Original Wiener Liederatur, Band 2: Gott und die Welt (2013), ISBN 978-3-9503269-1-8.
- Der Machatschek – Machatscheks AdWEANtskalender (2013), ISBN 978-3-9503269-3-2.
- Der Machatschek – Original Wiener Liederatur, Band 3: Freie Liebe (2014), ISBN 978-3-9503269-5-6.
- Der Machatschek – Original Wiener Liederatur, Band 4: Das Gefühl, geliebt zu werden (2019), ISBN 978-3-9503269-9-4.

### Filmmusik (Kino)
- Der Machatschek – Sommer in Wien (Regie: Walter Größbauer, 2016), ISBN 978-3-9503269-7-0